# 5780 (année hébraïque)
5780 (hébreu : ה'תש"ף , abbr. : תש"ף) est une année hébraïque qui a commencé à la veille au soir du 30 septembre 2019 et s'est finie le 18 septembre 2020. Cette année a compté 355 jours. Ce fut une année simple dans le cycle métonique, avec un seul mois de Adar. Ce fut la cinquième année depuis la dernière année de chemitta.
En l'an 5780, l'État d'Israël a fêté ses 72 ans d'indépendance.

## Calendrier
Ce calendrier hébraïque de l'année 5780 donne les correspondances avec les dates du calendrier grégorien.
Le premier nombre dans chaque case correspond au jour du mois hébraïque. Les jours en couleurs sont des jours remarquables juifs ou israéliens.
| ◄◄ | 5780 | ►► |

## Événements
- Attentat de Monsey
- Élections législatives israéliennes de 2020

## Décès
- Harold Bloom
- Abou Bakr al-Baghdadi
- Georges Gutelman
- Branko Lustig
- Gueoulah Cohen
- George Steiner
- Yona Friedman
- Reuven Fecher
- Norman Lamm
- Adin Steinsaltz

5775 - 5776 - 5777 - 5778 - 5779 - 5780 - 5781 - 5782 - 5783 - 5784 - 5785